# جو كيز
جو كيز (بالإنجليزية: Joe Keyes)‏ هو عازف جاز أمريكي، ولد في 1907 في هيوستن في الولايات المتحدة، وتوفي في 1 نوفمبر 1950.

## وصلات خارجية
- جو كيز على موقع ميوزك برينز (الإنجليزية)
- جو كيز على موقع ديسكوغز (الإنجليزية)